# Lancelin
Pour les articles homonymes, voir Lancelin (homonymie).
Lancelin une petite ville touristique à 110 km au nord de Perth dans l'État d'Australie-Occidentale. Elle fait partie du Comté de Gingin.
Le nom de Lancelin fut donné par le capitaine Nicolas Baudin lors de l'expédition des Terres Australes françaises de 1801, afin d'honorer l'un de ses compagnons de voyage, le scientifique P.F Lancelin.